# Discographie de Frank Sinatra
Cet article présente la discographie de Frank Sinatra.

## Discographie

### Ses plus grands succès
Dans l'ordre de leur classement aux cinquante meilleures places du Billboard américain et chronologiquement, ses chansons les plus populaires (en singles) furent :
| Titre                              | Nombre de semaines dans le classement | Date de sortie    | Meilleure position | Remarques                                                                                         |
| ---------------------------------- | ------------------------------------- | ----------------- | ------------------ | ------------------------------------------------------------------------------------------------- |
| There Are Such Things              | 24                                    | 5 novembre 1942   | 1                  |                                                                                                   |
| In the Blue of Evening             | 17                                    | 1er juillet 1943  | 1                  |                                                                                                   |
| Five Minutes More                  | 18                                    | 1er août 1946     | 1                  |                                                                                                   |
| Strangers in the Night             | 5                                     | 7 mai 1966        | 1                  | sa chanson la plus célèbre des années 1960                                                        |
| Something Stupid                   | 13                                    | 18 mars 1967      | 1                  | en duo avec sa fille Nancy Sinatra                                                                |
| Oh! Look at Me Now                 | 12                                    | 21 février 1941   | 2                  |                                                                                                   |
| All or Nothing at All              | 18                                    | 10 juin 1943      | 2                  | son premier grand succès                                                                          |
| You’ll Never Know                  | 13                                    | 22 juillet 1943   | 2                  |                                                                                                   |
| Oh! What it Seemed to Be           | 12                                    | 14 février 1945   | 2                  |                                                                                                   |
| Young at Heart                     | 22                                    | 13 février 1954   | 2                  | créée par lui dans le film du même nom                                                            |
| Learnin’ the Blues                 | 20                                    | 4 mai 1955        | 2                  |                                                                                                   |
| We Three                           | 5                                     | 22 novembre 1940  | 3                  |                                                                                                   |
| This Love of Mine                  | 16                                    | 17 octobre 1941   | 3                  | coécrite par lui                                                                                  |
| Just as Though You Were Here       | 9                                     | 17 juillet 1942   | 3                  |                                                                                                   |
| Do I Worry?                        | 3                                     | 3 avril 1941      | 4                  |                                                                                                   |
| It Started All Over Again          | 13                                    | 4 février 1943    | 4                  |                                                                                                   |
| That’s Life                        | 11                                    | 19 novembre 1966  | 4                  |                                                                                                   |
| Our Love Affair                    | 3                                     | 31 octobre 1940   | 5                  |                                                                                                   |
| Take Me                            | 3                                     | 18 septembre 1942 | 5                  |                                                                                                   |
| I Couldn’t Sleep a Wink Last Night | 8                                     | 3 février 1944    | 5                  |                                                                                                   |
| Love and Marriage                  | 17                                    | 2 novembre 1955   | 5                  |                                                                                                   |
| It’s Always You                    | 7                                     | 8 juillet 1943    | 6                  |                                                                                                   |
| People Will Say We’re in Love      | 9                                     | 30 septembre 1943 | 6                  |                                                                                                   |
| Saturday Night                     | 3                                     | 8 février 1945    | 7                  |                                                                                                   |
| Mam’selle                          | 4                                     | 9 mai 1947        | 7                  |                                                                                                   |
| Hey, Jealous Lover                 | 19                                    | 17 octobre 1956   | 7                  |                                                                                                   |
| Stardust                           | 1                                     | 27 décembre 1940  | 7                  |                                                                                                   |
| Dolores                            | 2                                     | 18 avril 1941     | 7                  |                                                                                                   |
| Let’s Get Away from It All         | 2                                     | 2 mai 1941        | 7                  |                                                                                                   |
| White Christmas                    | 9                                     | 21 décembre 1944  | 7                  |                                                                                                   |
| I Dream of You                     | 4                                     | 18 janvier 1945   | 7                  |                                                                                                   |
| Dream                              | 2                                     | 24 mai 1945       | 7                  |                                                                                                   |
| Three Coins in the Fountain        | 13                                    | 26 mai 1954       | 7                  |                                                                                                   |
| Imagination                        | 1                                     | 20 juillet 1940   | 8                  |                                                                                                   |
| They Say It’s Wonderful            | 6                                     | 20 juin 1945      | 8                  |                                                                                                   |
| White Christmas                    | 1                                     | 27 décembre 1946  | 8                  |                                                                                                   |
| Everything Happens to Me           | 1                                     | 25 avril 1941     | 9                  |                                                                                                   |
| Two in Love                        | 1                                     | 12 décembre 1941  | 9                  |                                                                                                   |
| Sunday, Monday or Always           | 4                                     | 9 septembre 1943  | 9                  |                                                                                                   |
| Trade Winds                        | 4                                     | 13 septembre 1940 | 10                 |                                                                                                   |
| Daybreak                           | 2                                     | 29 octobre 1942   | 10                 |                                                                                                   |
| Close to You                       | 1                                     | 23 juillet 1943   | 10                 |                                                                                                   |
| Day By Day                         | 1                                     | 28 février 1945   | 10                 |                                                                                                   |
| Nancy (With the Laughing Face)     | 1                                     | 29 novembre 1945  | 10                 |                                                                                                   |
| The Coffee Song                    | 1                                     | 18 octobre 1946   | 10                 |                                                                                                   |
| The Hucklebuck                     | 14                                    | 10 juin 1949      | 10                 |                                                                                                   |
| Goodnight Irene                    | 9                                     | 28 juillet 1950   | 12                 |                                                                                                   |
| All the Way                        | 30                                    | 26 octobre 1957   | 15                 |                                                                                                   |
| Nature Boy                         | 4                                     | 28 mai 1948       | 18                 |                                                                                                   |
| Can I Steal a Little Love          | 19                                    | 9 janvier 1957    | 20                 |                                                                                                   |
| Witchcraft                         | 16                                    | 25 janvier 1958   | 20                 |                                                                                                   |
| Don’t Cry Joe                      | 8                                     | 10 juillet 1949   | 21                 |                                                                                                   |
| The Old Master Painter             | 7                                     | 16 décembre 1949  | 21                 |                                                                                                   |
| The Tender Trap                    | 15                                    | 23 novembre 1955  | 23                 |                                                                                                   |
| Cycles                             | 10                                    | 12 octobre 1968   | 23                 |                                                                                                   |
| Chattanoogie Shoe Shine Boy        | 1                                     | 10 mars 1950      | 24                 |                                                                                                   |
| Sunflower                          | 1                                     | 20 mai 1949       | 25                 |                                                                                                   |
| Some Enchanted Evening             | 2                                     | 17 juin 1949      | 25                 |                                                                                                   |
| Ol’ MacDonald                      | 9                                     | 13 novembre 1960  | 25                 |                                                                                                   |
| Summer Wind                        | 7                                     | 3 septembre 1966  | 25                 |                                                                                                   |
| Castle Rock                        | 2                                     | 7 septembre 1951  | 26                 |                                                                                                   |
| Softly as I Leave You              | 11                                    | 5 septembre 1964  | 27                 |                                                                                                   |
| My Way                             | 8                                     | 29 mars 1969      | 27                 | reprise du Comme d'habitude de Claude François sur des nouvelles paroles américaines de Paul Anka |

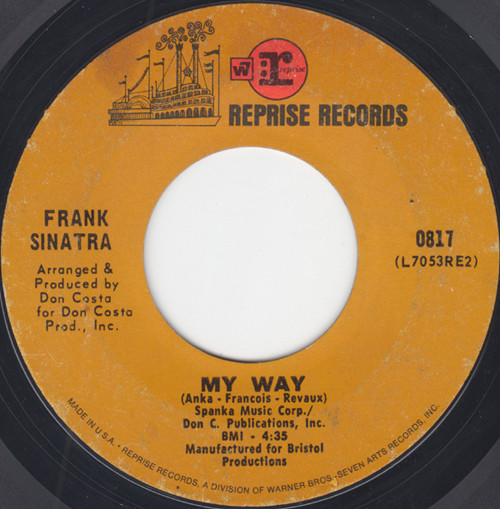
My Way (SP), 1969

| Don’t Worry ’Bout Me               | 2                                     | 19 mai 1954       | 28                 |                                                                                                   |
| It Was a Very Good Year            | 8                                     | 22 mai 1965       | 28                 |                                                                                                   |
| Bali Ha’i                          | 1                                     | 29 juillet 1949   | 30                 |                                                                                                   |
| How Little We Know                 | 14                                    | 9 mai 1956        | 30                 |                                                                                                   |
| High Hopes                         | 17                                    | 21 juin 1959      | 30                 |                                                                                                   |
| The World We Knew                  | 7                                     | 5 août 1967       | 30                 |                                                                                                   |
| Somewhere in Your Heart            | 10                                    | 19 décembre 1964  | 32                 |                                                                                                   |
| Theme from New York, New York      | 12                                    | 3 mai 1980        | 32                 | initialement créée par Liza Minnelli dans le film du même nom                                     |
| Pocketful of Miracles              | 8                                     | 24 décembre 1961  | 34                 |                                                                                                   |
| Flowers Mean Forgiveness           | 13                                    | 15 février 1955   | 35                 |                                                                                                   |
| Talk to Me                         | 11                                    | 15 octobre 1959   | 38                 |                                                                                                   |
| Mr. Success                        | 11                                    | 2 novembre 1958   | 41                 |                                                                                                   |
| Anytime at All                     | 6                                     | 13 mars 1965      | 46                 |                                                                                                   |
| I Believe I’m Gonna Love You       | 6                                     | 2 août 1975       | 47                 |                                                                                                   |
| The Second Time Around             | 7                                     | 22 mars 1961      | 50                 |                                                                                                   |

### Discographie (1939-1995)
Sauf mention contraire, ne sont listés ici que les enregistrements originaux (33 tours - 25 cm ou 30 cm ou 78 tours pour l'année 1939 et les V-Discs) sortis pendant la période d'enregistrement en studio de Frank Sinatra, de mars 1939 à avril 1994. Pour la période 1940-1953, les dates indiquées pour les albums correspondent à des compilations de 78 tours commercialisées bien après les enregistrements initiaux.
Les compilations ou pressages hors États-Unis comprenant des singles non édités en album, les divers coffrets CD rassemblant l'intégrale d'un label ou les enregistrements en public sortis en CD après le décès de Frank Sinatra, de même que les nombreux enregistrements pirates ne sont pas mentionnés ici.
Les sources d'informations proviennent notamment des ouvrages cités en bibliographie et de collections discographiques privées.

#### Brunswick - Columbia (1939)
78 tours originaux (les dates indiquées sont celles des sessions d'enregistrement) :
- Our Love (18 mars 1939) (premier enregistrement de démonstration en solo connu - offert à Nancy Barbato en cadeau de mariage - inédit commercialement à ce jour)

En tant que chanteur de l'orchestre de Harry James :
- From the Bottom of My Heart / Melancholy Mood (13 juillet 1939) (premier enregistrement commercial)
- It's Funny to Everyone but Me (17 août 1939)
- My Buddy (17 août 1939)
- Here Comes The Night (31 août 1939)
- All or Nothing at All (31 août 1939)
- On a Little Street in Singapore / Who Told You I Care? (13 octobre 1939)
- Everyday of My Life (8 novembre 1939)
- Ciribiribin (8 novembre 1939)

#### RCA Victor - Bluebird (période 1940-1942)
Albums 33 tours - 30 cm (compilations ultérieures) :
En tant que chanteur de l'orchestre de Tommy Dorsey :
- The Dorsey/Sinatra Sessions, Vol. 1 (1982) (compilation de l'intégralité des enregistrements studio)
- The Dorsey/Sinatra Sessions, Vol. 2 (1982) (compilation de l'intégralité des enregistrements studio)
- The Dorsey/Sinatra Sessions, Vol. 3 (1982) (compilation de l'intégralité des enregistrements studio)
- The Dorsey/Sinatra Sessions, Radio Years and the Historical Stordahl Session (1983) (enregistrements radio avec Tommy Dorsey et enregistrements studio avec Axel Stordhal)

#### V-Discs (période 1941-1948)
Les V-Discs étaient des 78 tours distribués gratuitement aux soldats américains pour soutenir l'effort de guerre. Certains étaient des rééditions de disques commerciaux, mais d'autres étaient spécialement gravés à cet effet, à partir d'émissions de radios ou de sessions spéciales en studio. Ne sont listées ici que les chansons de Frank Sinatra appartenant à cette catégorie et donc inédites sous d'autres labels. Les dates indiquées sont celles des sessions d'enregistrement.
- I Only Have Eyes for You (17 octobre 1943)
- Kiss Me Again (17 octobre 1943)
- Hot Time in the Town of Berlin (17 octobre 1943)
- The Music Stopped (14 novembre 1943)
- The Way You Look Tonight (14 novembre 1943)
- I'll Be Around (14 novembre 1943)
- I Couldn't Sleep a Week Last Light (21 novembre 1943)
- You've Got a Hold on Me (21 novembre 1943)
- A Lovely Way to Spend a Evening (21 novembre 1943)
- She's Funny That Way (I Got a Woman, She's Crazy for Me) (21 novembre 1943)
- Speak Low (5 décembre 1943)
- Close to You (26 décembre 1943)
- My Shining Hour (14 janvier 1944)
- Long Ago and Far Away (9 février 1944)
- Some Other Time (17 mai 1944)
- Come Out, Come Out, Wherever You Are (17 mai 1944)
- Put Your Dreams Away (for Another Day) (24 mai 1944)
- And Then You Kissed Me (24 mai 1944)
- All the Things You Are (8 juillet 1944)
- All of Me (8 juillet 1944)
- Mighty Lak' a Rose (8 juillet 1944)
- Falling in Love With Love (8 juillet 1944)
- None But The Lonely Heart (8 juillet 1944)
- Nancy (With The Laughing Face (8 juillet 1944)
- Brahm's Lullaby (8 juillet 1944)
- I'll Follow My Secret Heart (8 juillet 1944)
- Someone to Watch Over Me (27 septembre 1944)
- Let Me Love You Tonight (18 octobre 1944)
- Just Close Your Eyes (18 octobre 1944)
- There's No you (10 novembre 1944)
- Aren't You Glad You're You (10 mars 1945)
- You Brought a New Kind of Love to Me (10 mars 1945)
- Ol' Man River (4 avril 1945)
- Homesick - That's All (26 septembre 1945)
- The Night Is Young and You're So Beautiful (26 septembre 1945)
- I'll Never Smile Again (24 octobre 1945)
- Without a Song (24 octobre 1945)
- Oh! What It Seemed to Be (14 novembre 1945)
- Christmas Medley: Oh Little Town of Bethlehem/Joy To The World/White Christmas (5 décembre 1945)
- Over the Rainbow (2 janvier 1946)
- Where Is My Bess? (16 janvier 1946)
- My Romance (24 janvier 1946)
- The Song Is You (13 février 1946)
- They Say It's Wonderful (24 avril 1946)
- You Are Too Beautiful (24 avril 1946)
- Come Rain or Come Shine (6 mai 1946)
- I Fall in Love with You Every Day (3 octobre 1946)
- Stormy Weather (3 novembre 1946)

#### Columbia (période 1943-1952)
Albums 33 tours - 25 cm (albums originaux) :
- The Voice of Frank Sinatra (juin 1948)
- Christmas Songs by Sinatra (octobre 1948)
- Frankly Sentimental (juillet 1949)
- Songs by Sinatra, Vol. 1  (janvier 1950)
- Dedicated To You (mars 1950)
- Sing and Dance with Frank Sinatra (octobre 1950)

Albums 33 tours - 30 cm (compilations ultérieures) :
- Frankie (janvier 1955)
- The Voice (octobre 1955)
- Frank Sinatra Conducts the Music of Alec Wilder (1955) (chef d'orchestre seulement - réédition d'un coffret de 78 tours datant de 1946)
- That Old Feeling (septembre 1956)
- Adventures of the Heart (février 1957)
- Christmas Dreaming (septembre 1957)
- Put your Dreams Away (avril 1958)
- Frank Sinatra Story in Music (juin 1958) (double album)
- Love is a Kick (septembre 1958)
- The Broadway Kick (mai 1959)
- Come Back to Sorrento (septembre 1959)
- Reflections (mai 1960)

#### Capitol Records (période 1953-1962)
Albums 33 tours - 30 cm (albums originaux sauf mention contraire) :
- Songs For Young Lovers (janvier 1954 en 25 cm - août 1960 en 30 cm avec quatre chansons additionnelles)
- Swing Easy (août 1954 en 25 cm - août 1960 en 30 cm avec quatre chansons additionnelles)
- In the Wee Small Hours (avril 1955 - un 30 cm ou deux 25 cm)
- Songs for Swingin' Lovers! (mars 1956)
- High Society (juin 1956) (bande originale du film comprenant des duos avec Celeste Holm et Bing Crosby)
- This Is Sinatra! (novembre 1956) (compilation de singles)
- Frank Sinatra Conducts Tone Poems of Color (1956) (chef d'orchestre seulement)
- Close to You (janvier 1957)
- A Swingin' Affair! (mai 1957)
- Where Are You? (septembre 1957)
- A Jolly Christmas from Frank Sinatra (septembre 1957)
- Pal Joey (octobre 1957) (bande originale du film)
- The Man I Love (1957) (chef d'orchestre seulement pour Peggy Lee)
- Come Fly With Me (janvier 1958)
- This is Sinatra, Vol. 2 (mars 1958) (compilation de singles)
- Frank Sinatra Sings for Only the Lonely (septembre 1958)
- Come Dance With Me! (janvier 1959)
- Look to Your Heart (avril 1959) (compilation de singles)
- No One Cares (juillet 1959)
- Sleep Warm (1959) (chef d'orchestre seulement pour Dean Martin)
- Can-Can (avril 1960) (bande originale du film comprenant des duos avec Shirley MacLaine et Maurice Chevalier)
- Nice 'n' easy (juillet 1960)
- Sinatra's Swingin' Session!!! (janvier 1961)
- All The Way (mars 1961) (compilation de singles)
- Come Swing with Me! (juillet 1961)
- Point of No Return (mars 1962)
- Sinatra Sings... of Love and Things (juillet 1962) (compilation de singles)
- Tell Her You Love Her (juillet 1963) (compilation comprenant une chanson inédite en album)
- Forever Frank (octobre 1966) (compilation de singles)

#### Reprise Records (période 1961-1988)
Albums 33 tours - 30 cm (albums originaux sauf mention contraire) :
- Ring-A-Ding-Ding (mars 1961)
- Swings Along With Me, réintitulé Sinatra Swings (juillet 1961)
- I Remember Tommy (octobre 1961) (avec Sy Oliver)
- Have Yourself A Merry Little Christmas (décembre 1961) (tirage limité - une chanson inédite en CD)
- Sinatra And Strings (février 1962)
- Sinatra And Swingin’ Brass (juillet 1962)
- Sinatra Sings Great Songs From Great Britain (novembre 1962) (album initialement inédit aux États-Unis)
- All Alone (octobre 1962)
- Frank Sinatra Conducts Music from Pictures and Plays (1962) (chef d'orchestre seulement - inédit en CD)
- Sinatra-Basie (janvier 1963) (avec Count Basie)
- The Concert Sinatra (mai 1963)
- Sinatra’s Sinatra (août 1963)
- Finian's Rainbow (novembre 1963) (show de Broadway avec d'autres artistes en solos)
- Guys And Dolls (novembre 1963) (show de Broadway comprenant des duos ou des trios avec Bing Crosby, Dean Martin et Sammy Davis, Jr.)
- Kiss Me Kate (novembre 1963) (show de Broadway comprenant des duos ou des trios avec Dean Martin, Sammy Davis, Jr. et Keely Smith)
- South Pacific (novembre 1963) (show de Broadway comprenant des duos avec Keely Smith et Rosemary Clooney)
- Reprise Musical Repertory Theatre (novembre 1963) (coffret rassemblant les quatre albums précédents)
- Frank Sinatra Sings Days of Wine and Roses, Moon River, And Other Academy Award Winners (mars 1964)
- America I Hear You Singing (mai 1964) (avec Bing Crosby et Fred Waring)
- Robin And The Seven Hoods (juillet 1964) (bande originale du film comprenant des trios ou quatuors avec Dean Martin, Sammy Davis, Jr. et Bing Crosby)
- It Might As Well Be Swing (août 1964) (avec Count Basie)
- 12 Songs Of Christmas (août 1964) (avec Bing Crosby et Fred Waring)
- Softly As I Leave You (novembre 1964)
- Sinatra '65 (mai 1965) (inédit en CD)
- The Sammy Davis Jr. Show (1965) (un duo avec Sammy Davis, Jr. sur son album)
- September of My Years (août 1965)
- My Kind Of Broadway (novembre 1965)
- A Man And His Music (novembre 1965) (double album rétrospectif de sa carrière pour ses 50 ans)
- Moonlight Sinatra (mars 1966)
- Strangers In The Night (mai 1966)
- Sinatra At the Sands (août 1966) (double album - enregistrement en public avec Count Basie et Quincy Jones)
- That’s Life (novembre 1966)
- A Man and His Music Part II (1966) (enregistrement du show télévisé du même nom - tirage limité - inédit en CD)
- Francis Albert Sinatra & Antonio Carlos Jobim (mars 1967) (avec Antônio Carlos Jobim)
- Frank Sinatra - The World We Knew (août 1967) (avec Nancy Sinatra)
- The Sinatra Christmas Album (prévu pour décembre 1967 - projet abandonné - seule la pochette existe)
- Movin' with Nancy (1967) (une chanson sur l'album de Nancy Sinatra)
- Francis A. & Edward K. (janvier 1968) (avec Duke Ellington)
- Frank Sinatra's Greatest Hits! (août 1968) (compilation comprenant des titres inédits en album)
- The Sinatra Family Wish You A Merry Christmas (septembre 1968) (avec Frank Sinatra Jr, Nancy Sinatra, Tina Sinatra)
- Cycles (novembre 1968)
- Sinatra-Jobim (prévu pour 1969 - avec Antônio Carlos Jobim - sortie annulée, sauf sous la forme de quelques cartouches 8 pistes - chansons partiellement reprises dans Sinatra & Company)
- My Way (mars 1969)
- A Man Alone (août 1969)
- Watertown (mars 1970)
- Sinatra & Company (mars 1971) (avec Antônio Carlos Jobim, Don Costa et Eumir Deodato)
- Frank Sinatra's Greatest Hits! Vol. 2 (mai 1972) (compilation comprenant des titres inédits en album)
- Ol’ Blue Eyes Is Back (septembre 1973)
- Some Nice Things I’ve Missed (juillet 1974)
- The Main Event (octobre 1974) (double album - enregistrement en public avec Woody Herman)
- Here's to the Ladies (prévu pour 1976 - double album - projet abandonné)
- Trilogy (mars 1980) (triple album : The Past - The Present - The Future)
- She Shot Me Down (novembre 1981)
- Syms by Sinatra  (1982) (chef d'orchestre seulement pour Sylvia Syms - inédit en CD)
- My Foolish Heart (juin 1988) (chanson inédite en album - disponible uniquement dans le coffret CD de l'intégrale du label Reprise)

#### Chas Records (1983)
What's New (mars 1983) (chef d'orchestre seulement pour le trompettiste Charles Turner)

#### QWest Records (période 1984-1986)
Album 33 tours - 30 cm (label de Quincy Jones)
- L.A. Is My Lady (août 1984) (avec notamment Quincy Jones qui est aussi le producteur de l’album[1], George Benson, Lionel Hampton, Ray Brown, Randy Brecker, Michael Brecker, Toots Thielemans[1] - la partie vocale de la chanson Mack The Knife qui figure sur la version CD de l'album a été réenregistrée en 1986)

#### Children Records (1991)
- The Christmas Album… A Gift of Hope (sorti directement en CD au bénéfice des hôpitaux pour enfants - une seule chanson avec Frank Sinatra Jr au piano)

#### Capitol Records (période 1993-1995)
- Duets (novembre 1993 - sorti directement en CD) (album de duos avec notamment Aretha Franklin, Barbra Streisand, Julio Iglesias, Tony Bennett, Natalie Cole, Charles Aznavour, Liza Minnelli et Bono)
- Duets II (octobre 1994 - sorti directement en CD) (album de duos avec notamment Stevie Wonder, Linda Ronstadt, Antônio Carlos Jobim, Willie Nelson, Steve Lawrence, Edye Gorme, Lena Horne, Frank Sinatra Jr et Neil Diamond)
- Sinatra 80th - Live in Concert (novembre 1995 - sorti directement en CD) (enregistrement en public composé d'extraits de concerts des années 1980 et duo sur My Way avec Luciano Pavarotti)…

Columbia

## Sources
- A Voice on Air 1935-1955, 2015, contenant une centaine d'enregistrements inédits.